# Climate Vulnerable Forum

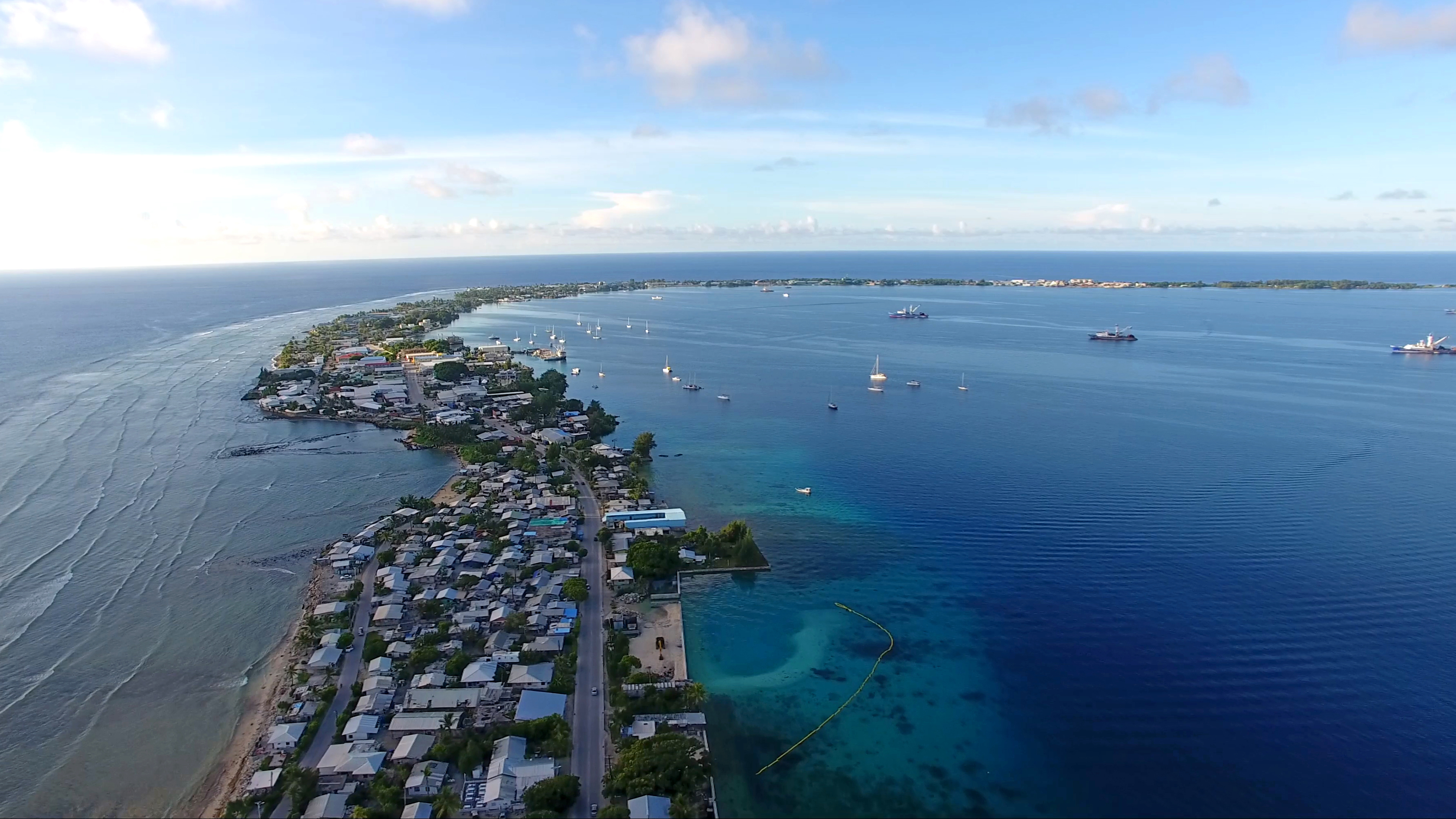
Folgen der globalen Erwärmung: Anstieg des Meeresspiegels auf den Marshallinseln (Luftaufnahme aus dem Dokumentarfilm One Word von 2020)

Das Climate Vulnerable Forum (CVF) ist ein Forum von Ländern, die besonders vom Klimawandel betroffen sind. Viele von ihnen spüren bereits die Auswirkungen der globalen Erwärmung durch ansteigende Meeresspiegel oder zunehmende Dürren. Hier sind zurzeit (2024) 58 Länder aus Afrika, Asien, Lateinamerika, der Karibik, Naher Osten und dem Pazifik versammelt.

## Ziele
Das Hauptziel ist die Begrenzung der globalen Erwärmung auf 1,5 Grad Celsius seit Beginn der Industrialisierung. Dazu soll das Forum als gemeinsame Aktionsplattform benutzt werden. Die vom globalen Klimawandel besonders betroffenen Länder wollen ihre Energieproduktion vollständig auf Erneuerbare Energien umstellen. Außerdem treten sie für die Bekämpfung der Energiearmut und für den Schutz der Wasser- und Nahrungsversorgung ein.

## Geschichte
Das Forum wurde am 9./10. November 2009 auf einem von der maledivischen Regierung initiierten Treffen von elf besonders vom Klimawandel betroffenen Ländern gegründet. Dort wurde die einen Monat später stattgefundene UN-Klimakonferenz in Kopenhagen vorbereitet, auf der erstmals das 1,5° Reduktionsziel vertreten wurde.
Seither wurden die Ziele des Forums insbesondere auf den weiteren UN-Klimakonferenzen verbreitet. Zuletzt geschah dies im November 2022 bei der UN-Klimakonferenz in Scharm asch-Schaich 2022.

## Ergebnisse

### Marrakesch Vision
Bei der UN-Klimakonferenz in Marrakesch 2016 erklärten 48 Länder in der sogenannten Marrakesch Vision den Ausstieg aus den fossilen Brennstoffen und den schnellstmöglichen (spätestens bis 2050) Umstieg auf heimische Erneuerbare Energien. Dadurch soll das 1,5° Celsius-Ziel erreicht werden.

## Mitgliedsländer
Von 2009 bis 2025 sind bisher 75 Länder Mitglied im CVF:

### Afrika und  Naher Osten
- Äthiopien
- Benin
- Burkina Faso
- Eswatini
- Elfenbeinküste
- Gambia
- Gabun
- Ghana
- Guinea
- Jemen
- Jordanien
- Liberia
- Kap Verde
- Kenia
- Kongo
- Komoren

- Libanon

- Madagaskar
- Malawi
- Marokko
- Mosambik
- Namibia
- Niger

- Palästina

- Ruanda
- Senegal
- Sierra Leone
- Somalia
- Südsudan
- Sudan
- Swasiland
- Tansania
- Tschad
- Togo
- Tunesien
- Uganda

### Asien
- Afghanistan
- Bangladesch
- Bhutan
- Kambodscha
- Kirgisistan
- Malediven
- Mongolei
- Nepal
- Osttimor
- Pakistan
- Philippinen
- Sri Lanka
- Vietnam

### Lateinamerika und Karibik
- Barbados
- Costa Rica
- Dominica
- Dominikanische Republik
- Grenada
- Guatemala
- Guyana
- Haiti
- Honduras
- Kolumbien
- Nicaragua
- Paraguay
- Saint Lucia
- Suriname
- Trinidad und Tobago

### Pazifik
- Fidschi
- Kiribati
- Marshallinseln
- Nauru
- Palau
- Papua-Neuguinea
- Samoa
- Salomonen
- Tonga
- Tuvalu
- Vanuatu